# Cava de' Tirreni
Cava de' Tirreni (sau Cava dei Tirreni) este un oraș din regiunea Campania din Italia.

## Geografie

### Frazioni
Alessia, Annunziata, Arcara, Castagneto, Corpo di Cava, Croce, Dupino, Li Curti, Maddalena, Marini, Passiano, Petrellosa, Pianesi, Pregiato, Rotolo, San Cesareo, San Giuseppe al Pennino, San Giuseppe al Pozzo, San Lorenzo, San Martino, San Nicola, San Pietro a Siepi, Santa Lucia, Santa Maria del Rovo, Sant'Anna, Sant'Arcangelo, Santi Quaranta, Vetranto.

## Orașe înfrățite
- Gorzów, Polonia
- Kaunas, Lituania
- Pittsfield, Massachusetts, SUA
- Schwerte, Germania

## Imagini

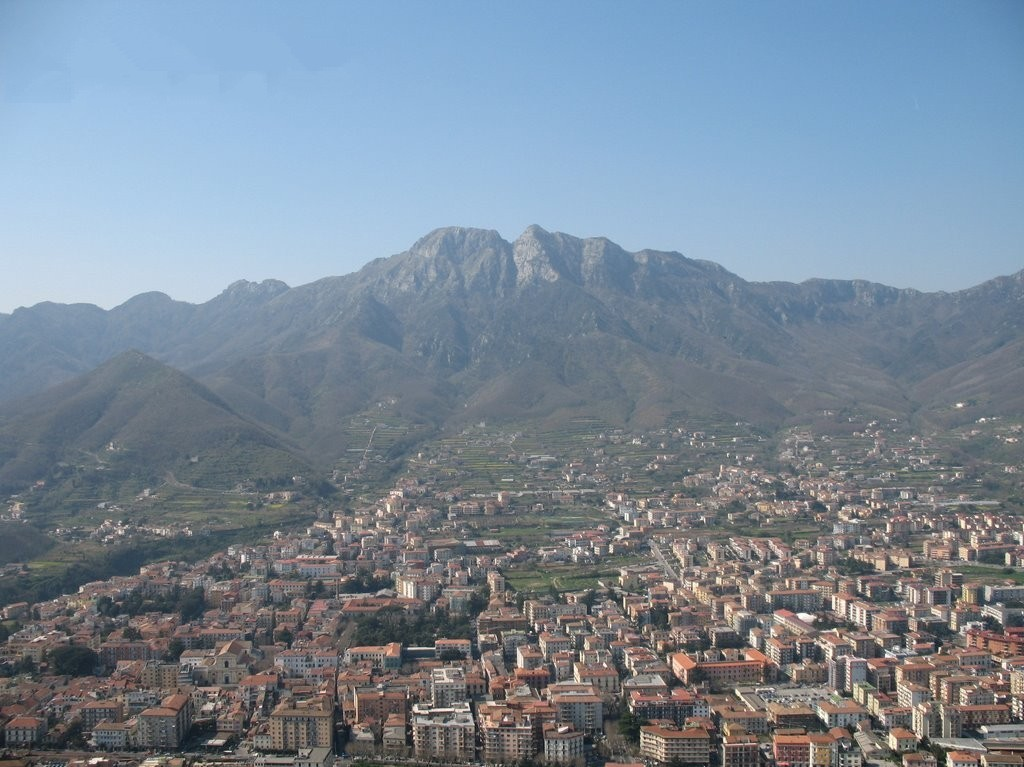
Panorama
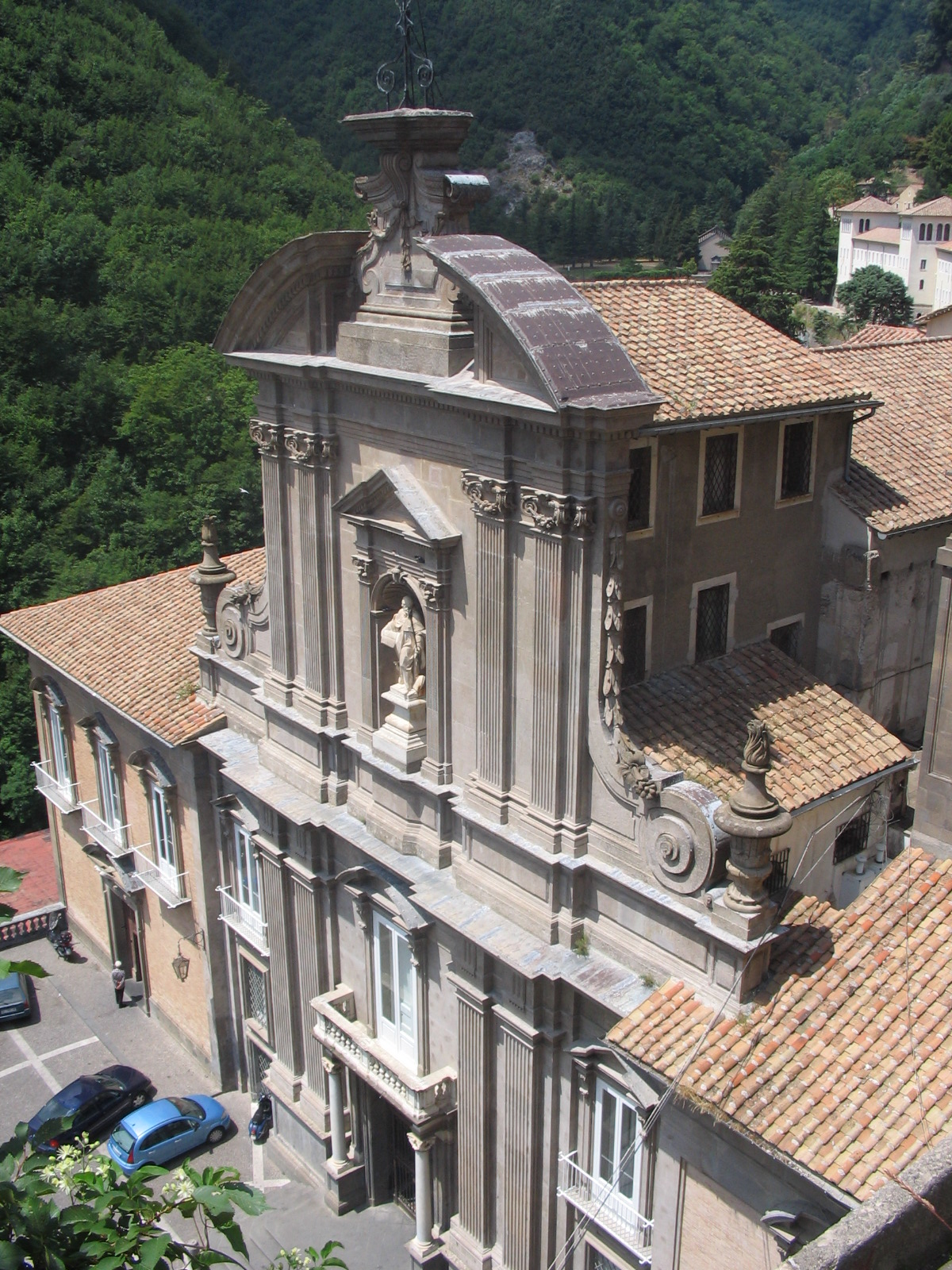
Abaţie (Badia di Cava)
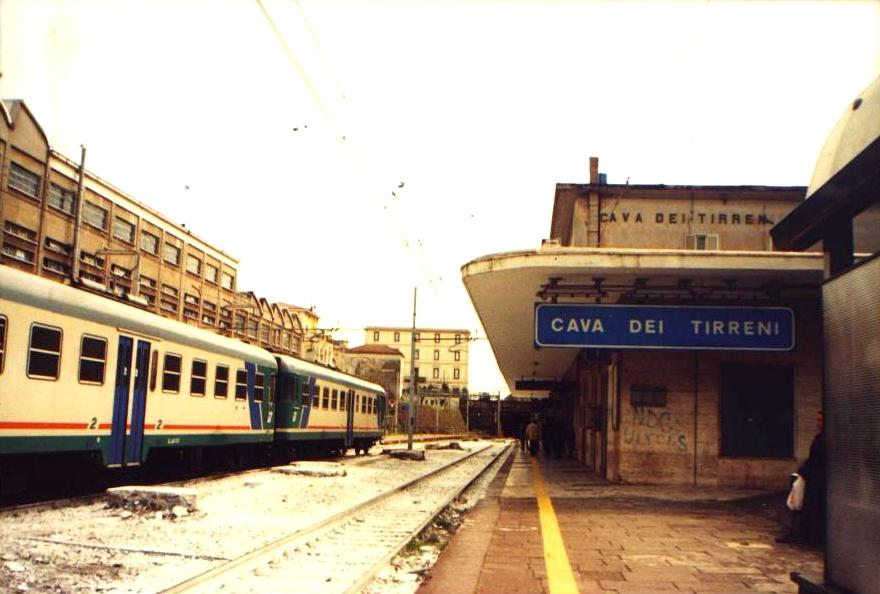
Gară de cale ferată

## Demografie
Cava de' Tirreni - evoluția demografică

|  | Graficele sunt indisponibile din cauza unor probleme tehnice. Mai multe informații se găsesc la Phabricator și la wiki-ul MediaWiki. |

Date: Recensăminte sau birourile de statistică - grafică realizată de Wikipedia